# マイルチャンピオンシップ
マイルチャンピオンシップは、日本中央競馬会（JRA）が京都競馬場で施行する中央競馬の重賞競走（GI）である。
正賞は日本馬主協会連合会会長賞。

## 概要

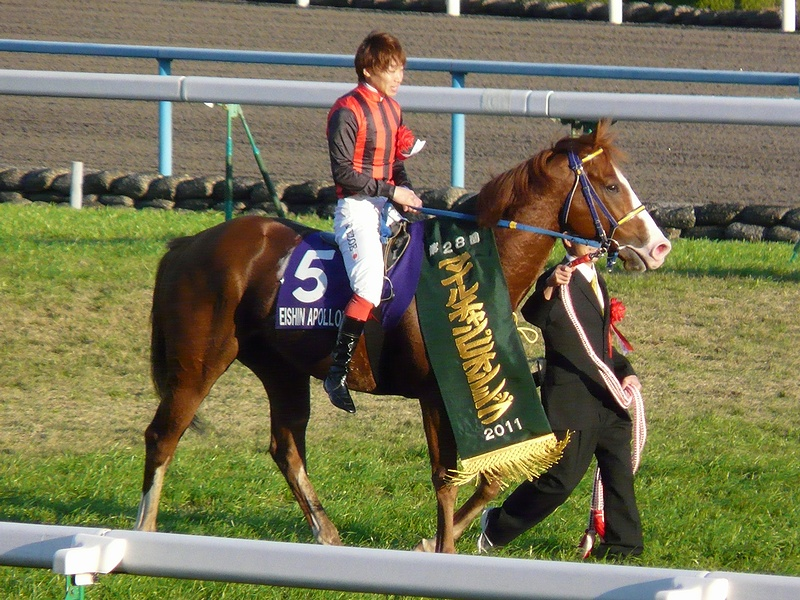
第28回優勝馬
エイシンアポロン
（鞍上：池添謙一）

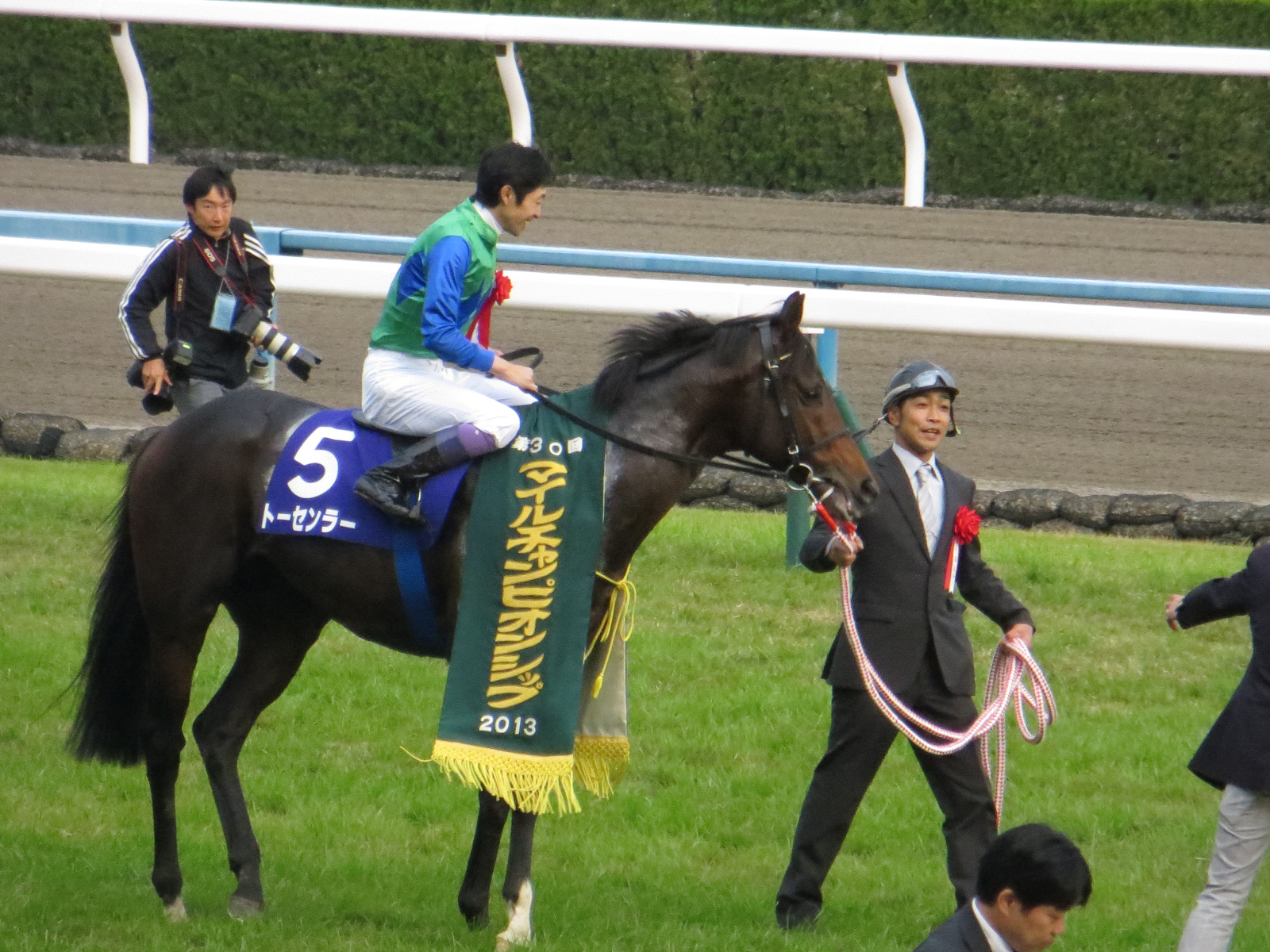
第30回優勝馬
トーセンラー（鞍上：武豊）

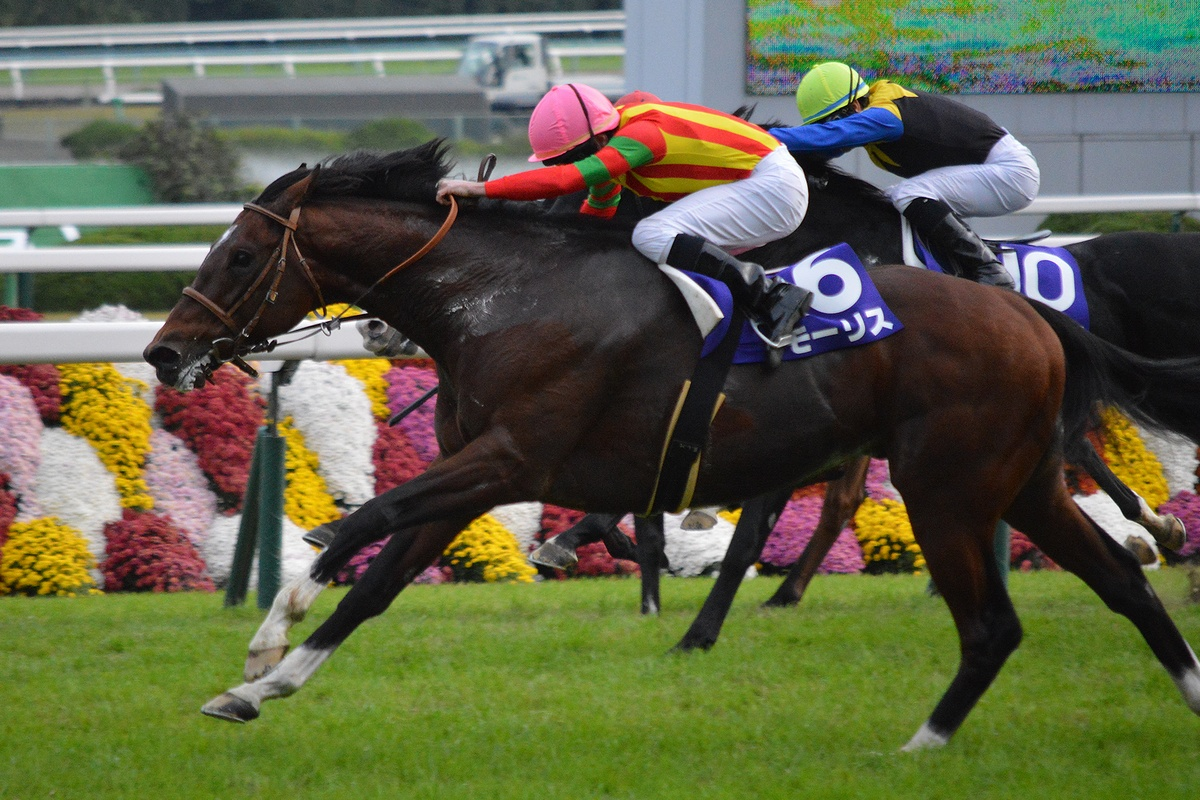
第32回優勝馬
モーリス（鞍上：ライアン・ムーア）

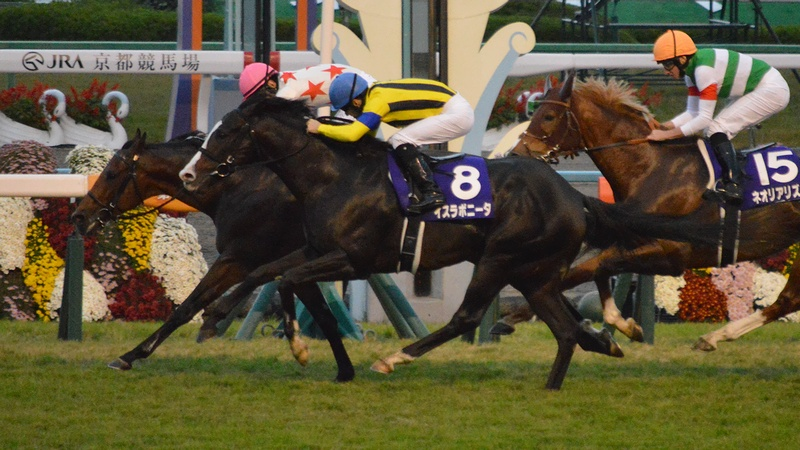
第33回優勝馬
ミッキーアイル（鞍上：浜中俊）

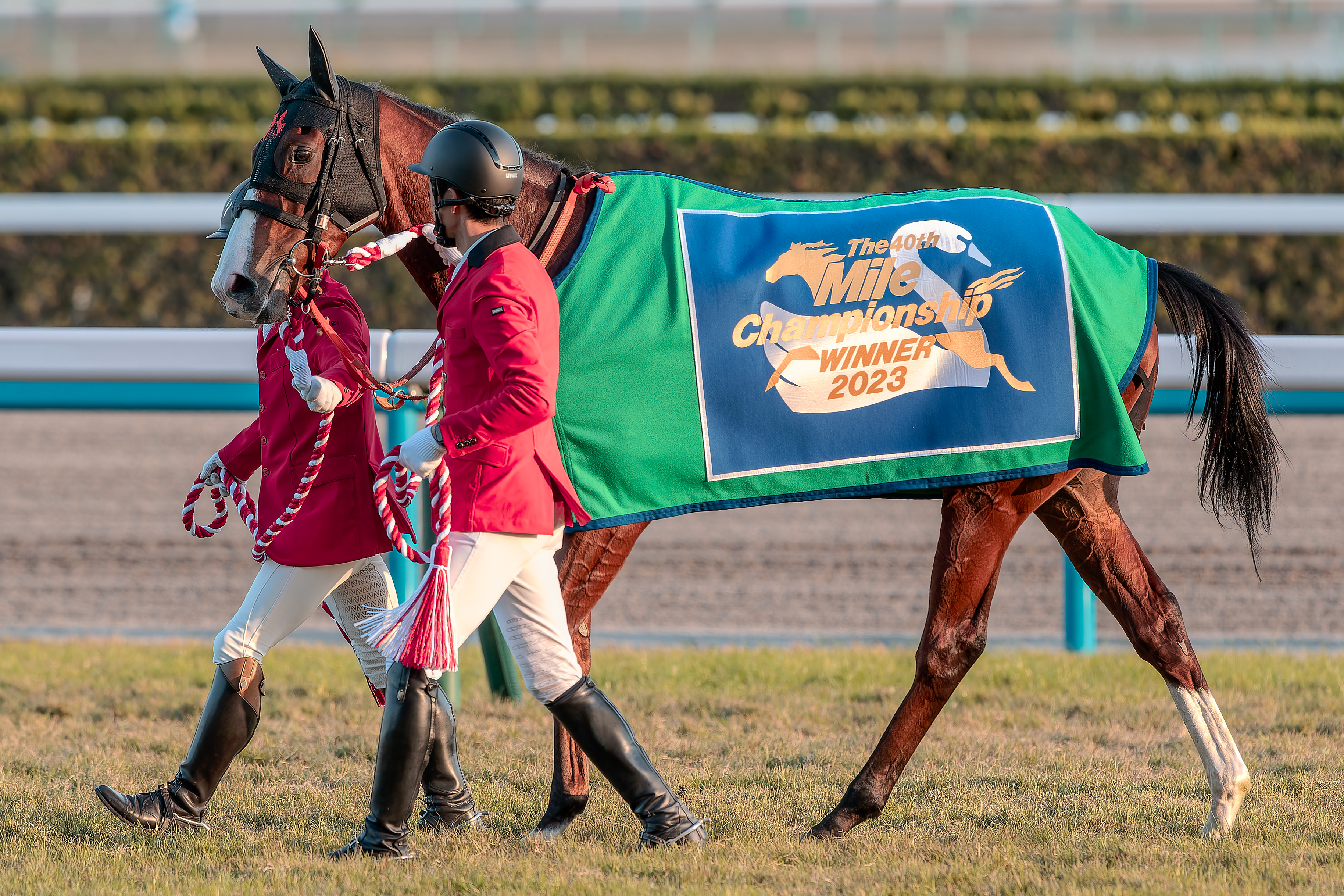
第40回優勝馬
ナミュール（鞍上：藤岡康太）

1984年に新設されたGI競走で、春に行われる安田記念とともにマイル（1600m）のチャンピオン決定戦として位置づけられている。
日本の競馬における競走体系は長い間長距離の競走が重視されていたが、近年はスピード能力が重視されるようになってきたことを受け、1984年にグレード制が導入された際に競走体系を見直し、短距離競走の充実を図る目的で創設された。出走馬は短距離の実績馬のほか、クラシック路線を歩んできた3歳馬や天皇賞（秋）の出走馬がここへ出走する例もみられ、多彩なメンバーがそろうレースとされている。
1995年から指定交流競走として行われ、指定された競走で所定の成績をあげた地方競馬所属馬にも出走資格が与えられるようになった。1998年からは国際競走となって外国馬も出走可能になり、2004年から国際GIに格付けされた。
2008年からはジャパン・オータムインターナショナルの構成レースとしても施行されている。

### 国際的評価
世界の競馬開催国は、平地競走については国際セリ名簿基準書においてパートIからパートIIIまでランク分けされており、2021年時点で日本は平地競走が最上位のパートIにランク付けされている。
また、各国の主要な競走は国際的な統一判断基準で評価されており、競馬の競走における距離別の区分法として定着しているSMILE区分によると、マイルチャンピオンシップは「Mile（1301m - 1899m）」に分類される。国際競馬統括機関連盟（IFHA）が公表した2019年の年間レースレーティングの平均値に基づく「世界のトップ100GIレース」によると、マイルチャンピオンシップは全体の59位タイにランキングされた。「Mile（1301m - 1899m）」のカテゴリーからランクインした外国の競走との比較では、クイーンアンステークス（Queen Anne Stakes）およびクイーンエリザベス2世ステークス（Queen Elizabeth II Stakes）と並び、2000ギニーステークス（2000 Guineas Stakes、55位タイ）、セントジェームズパレスステークス（St James's Palace Stakes、55位タイ）に次ぐ評価となっている。

### 競走条件
以下の内容は、2024年現在のもの。
出走資格：サラ系3歳以上（出走可能頭数：最大18頭）
- JRA所属馬
- 地方所属馬（出走資格のある馬のみ）
- 外国調教馬（優先出走）

負担重量：定量（3歳57kg、4歳以上58kg、牝馬2kg減）
- 第1 - 17回は3歳55kg・4歳以上57kg・牝馬各2kg減[3]。
- 第18- 39回は3歳56kg・4歳以上57kg・牝馬各2kg減

出馬投票を行った馬のうち優先出走権（後述）をもつ馬から優先して割り当て、その他の馬は「通算収得賞金」+「過去1年間の収得賞金」+「過去2年間のGI（JpnI）競走の収得賞金」の総計が多い順に出走できる。

### 優先出走権
外国馬、およびレーティング順位の上位5頭は優先出走が認められる。
JRA所属馬は、同年に行われる下表の競走のいずれかで1着となった馬に優先出走権が与えられる。
| 競走名           | 格  | 競馬場     | 距離    |
| ---------------- | --- | ---------- | ------- |
| スワンステークス | GII | 京都競馬場 | 芝1400m |
| 富士ステークス   | GII | 東京競馬場 | 芝1600m |

#### 地方競馬所属馬の出走権
地方競馬所属馬は同年に行われる下表の競走のいずれかで2着までに入着すると、優先出走権が与えられる。
| 競走名                   | 格  | 競馬場     | 距離    |
| ------------------------ | --- | ---------- | ------- |
| スプリンターズステークス | GI  | 中山競馬場 | 芝1200m |
| スワンステークス         | GII | 京都競馬場 | 芝1400m |
| 富士ステークス           | GII | 東京競馬場 | 芝1600m |
| 天皇賞（秋）             | GI  | 東京競馬場 | 芝2000m |

上記のほか、以下の条件のいずれかに該当する馬にも出走資格が与えられる。
- JRAで施行するGI競走（2歳GIは除く）の優勝馬
- 指定された外国の国際G1競走（2歳G1は除く）優勝馬
- 地方競馬のダート交流GI・JpnI競走（2歳GI・JpnIは除く）優勝馬

### 賞金
2024年の1着賞金は1億8000万円で、以下2着7200万円、3着4500万円、4着2700万円、5着1800万円。

#### 褒賞金制度
ジャパン・オータムインターナショナルに含まれるようになった2008年より、指定された外国の競走における優勝馬が同年に行われる本競走で所定の成績を収めた場合、優勝賞金に加え褒賞金を交付している。
2024年現在の指定競走と金額は以下の通り。
| 開催国・競走名                   | 格 | 競馬場           | 距離     | 指定年   |
| -------------------------------- | -- | ---------------- | -------- | -------- |
| ドバイターフ                     | G1 | メイダン         | 芝1800m  | 2008年 - |
| チャンピオンズマイル             | G1 | 沙田             | 芝1600m  | 2008年 - |
| セントジェームズパレスステークス | G1 | アスコット       | 芝7f213y | 2010年 - |
| クイーンアンステークス           | G1 | アスコット       | 芝8f     | 2008年 - |
| サセックスステークス             | G1 | グッドウッド     | 芝8f     | 2008年 - |
| ジャック・ル・マロワ賞           | G1 | ドーヴィル       | 芝1600m  | 2008年 - |
| ムーラン・ド・ロンシャン賞       | G1 | パリロンシャン   | 芝1600m  | 2008年 - |
| ウッドバインマイル               | G1 | ウッドバイン     | 芝8f     | 2008年 - |
| サンチャリオットステークス       | G1 | ニューマーケット | 芝8f     | 2010年 - |
| クイーンエリザベス2世ステークス  | G1 | アスコット       | 芝8f     | 2008年 - |

| 本競走1着馬 | 本競走2着馬 | 本競走3着馬  |
| ----------- | ----------- | ------------ |
| 70万米ドル  | 28万米ドル  | 17.5万米ドル |

## 歴史

### 年表
本競走の創設にあたっては、当初マイラーズカップを秋季に移設のうえ格上げとする予定がJRAから馬主サイドへ示されていたが、直前になって新設する方針に変わった。
- 1984年 - 4歳以上の馬によるGI[注 3]競走として新設[3]。
- 1995年 - 指定交流競走に指定、地方競馬所属馬が出走可能になる[3]。
- 1998年 - 国際競走に指定され、外国調教馬が5頭まで出走可能になる[3]。
- 2001年 - 馬齢表示の国際基準への変更に伴い、出走条件を「3歳以上」に変更。
- 2004年
  - 国際GIに格付け[3]。
  - 外国調教馬が9頭まで出走可能となる[3]。
- 2008年 - ジャパン・オータムインターナショナルに指定[3]。
- 2012年 - 出走馬選定方法が変わり、レーティングで上位5頭に優先出走を認める[3]。
- 2014年 - トライアル制を確立し、指定された競走の1着馬に優先出走を認める。
- 2015年 - 「京都競馬場開設90周年記念」の副称をつけて施行[12][13]。
- 2020年 - 京都競馬場整備工事に伴い、阪神競馬場で施行（2021年・2022年も同様）[14][15]。同競走が京都以外で施行されるのは、創設以来初めてとなる[16]。

## 歴代優勝馬
コース種別を表記していない距離は、芝コースを表す。
優勝馬の馬齢は、2000年以前も現行表記に揃えている。
| 回数   | 施行日         | 競馬場 | 距離  | 優勝馬             | 性齢 | タイム | 優勝騎手     | 管理調教師 | 馬主                     | 単勝オッズ | 単勝人気 | 1着本賞金   |
| ------ | -------------- | ------ | ----- | ------------------ | ---- | ------ | ------------ | ---------- | ------------------------ | ---------- | -------- | ----------- |
| 第1回  | 1984年11月18日 | 京都   | 1600m | ニホンピロウイナー | 牡4  | 1:35.3 | 河内洋       | 服部正利   | 小林百太郎               | 1.6        | 1        | 5000万円    |
| 第2回  | 1985年11月17日 | 京都   | 1600m | ニホンピロウイナー | 牡5  | 1:35.3 | 河内洋       | 服部正利   | 小林百太郎               | 2.4        | 1        | 5200万円    |
| 第3回  | 1986年11月16日 | 京都   | 1600m | タカラスチール     | 牝4  | 1:35.3 | 田島良保     | 坂本栄三郎 | 村山義男                 | 20.0       | 6        | 5400万円    |
| 第4回  | 1987年11月22日 | 京都   | 1600m | ニッポーテイオー   | 牡4  | 1:34.9 | 郷原洋行     | 久保田金造 | 山石祐一                 | 1.2        | 1        | 6000万円    |
| 第5回  | 1988年11月20日 | 京都   | 1600m | サッカーボーイ     | 牡3  | 1:35.3 | 河内洋       | 小野幸治   | （有）社台レースホース   | 2.2        | 1        | 6700万円    |
| 第6回  | 1989年11月19日 | 京都   | 1600m | オグリキャップ     | 牡4  | 1:34.6 | 南井克巳     | 瀬戸口勉   | 近藤俊典                 | 1.3        | 1        | 7500万円    |
| 第7回  | 1990年11月18日 | 京都   | 1600m | パッシングショット | 牝5  | 1:33.6 | 楠孝志       | 橋田満     | 森本忠治                 | 22.7       | 10       | 8000万円    |
| 第8回  | 1991年11月17日 | 京都   | 1600m | ダイタクヘリオス   | 牡4  | 1:34.8 | 岸滋彦       | 梅田康雄   | 中村雅一                 | 11.8       | 4        | 8700万円    |
| 第9回  | 1992年11月22日 | 京都   | 1600m | ダイタクヘリオス   | 牡5  | 1:33.3 | 岸滋彦       | 梅田康雄   | 中村雅一                 | 5.0        | 2        | 9300万円    |
| 第10回 | 1993年11月21日 | 京都   | 1600m | シンコウラブリイ   | 牝4  | 1:35.7 | 岡部幸雄     | 藤沢和雄   | 安田修                   | 2.3        | 1        | 9300万円    |
| 第11回 | 1994年11月20日 | 京都   | 1600m | ノースフライト     | 牝4  | 1:33.0 | 角田晃一     | 加藤敬二   | （有）大北牧場           | 1.7        | 1        | 9300万円    |
| 第12回 | 1995年11月19日 | 京都   | 1600m | トロットサンダー   | 牡6  | 1:33.7 | 横山典弘     | 相川勝敏   | 藤本照男                 | 8.5        | 4        | 9400万円    |
| 第13回 | 1996年11月17日 | 京都   | 1600m | ジェニュイン       | 牡4  | 1:33.8 | 岡部幸雄     | 松山康久   | （有）社台レースホース   | 4.9        | 1        | 9400万円    |
| 第14回 | 1997年11月16日 | 京都   | 1600m | タイキシャトル     | 牡3  | 1:33.3 | 横山典弘     | 藤沢和雄   | （有）大樹ファーム       | 3.8        | 2        | 9400万円    |
| 第15回 | 1998年11月22日 | 京都   | 1600m | タイキシャトル     | 牡4  | 1:33.3 | 岡部幸雄     | 藤沢和雄   | （有）大樹ファーム       | 1.3        | 1        | 9400万円    |
| 第16回 | 1999年11月21日 | 京都   | 1600m | エアジハード       | 牡4  | 1:32.8 | 蛯名正義     | 伊藤正徳   | （株）ラッキーフィールド | 2.2        | 1        | 9400万円    |
| 第17回 | 2000年11月19日 | 京都   | 1600m | アグネスデジタル   | 牡3  | 1:32.6 | 的場均       | 白井寿昭   | 渡辺孝男                 | 55.7       | 13       | 9400万円    |
| 第18回 | 2001年11月18日 | 京都   | 1600m | ゼンノエルシド     | 牡4  | 1:33.2 | O.ペリエ     | 藤沢和雄   | 大迫忍                   | 7.8        | 4        | 9400万円    |
| 第19回 | 2002年11月17日 | 京都   | 1600m | トウカイポイント   | 騸6  | 1:32.8 | 蛯名正義     | 後藤由之   | 内村正則                 | 23.8       | 11       | 9400万円    |
| 第20回 | 2003年11月23日 | 京都   | 1600m | デュランダル       | 牡4  | 1:33.3 | 池添謙一     | 坂口正大   | 吉田照哉                 | 8.1        | 5        | 9400万円    |
| 第21回 | 2004年11月21日 | 京都   | 1600m | デュランダル       | 牡5  | 1:33.0 | 池添謙一     | 坂口正大   | 吉田照哉                 | 2.7        | 1        | 9400万円    |
| 第22回 | 2005年11月20日 | 京都   | 1600m | ハットトリック     | 牡4  | 1:32.1 | O.ペリエ     | 角居勝彦   | （株）キャロットファーム | 11.8       | 3        | 9400万円    |
| 第23回 | 2006年11月19日 | 京都   | 1600m | ダイワメジャー     | 牡5  | 1:32.7 | 安藤勝己     | 上原博之   | 大城敬三                 | 2.3        | 1        | 1億円       |
| 第24回 | 2007年11月18日 | 京都   | 1600m | ダイワメジャー     | 牡6  | 1:32.7 | 安藤勝己     | 上原博之   | 大城敬三                 | 3.8        | 1        | 1億円       |
| 第25回 | 2008年11月23日 | 京都   | 1600m | ブルーメンブラット | 牝5  | 1:32.6 | 吉田豊       | 石坂正     | （有）キャロットファーム | 10.6       | 4        | 1億円       |
| 第26回 | 2009年11月22日 | 京都   | 1600m | カンパニー         | 牡8  | 1:33.2 | 横山典弘     | 音無秀孝   | 近藤英子                 | 2.3        | 1        | 1億円       |
| 第27回 | 2010年11月21日 | 京都   | 1600m | エーシンフォワード | 牡5  | 1:31.8 | 岩田康誠     | 西園正都   | （株）栄進堂             | 52.4       | 13       | 1億円       |
| 第28回 | 2011年11月20日 | 京都   | 1600m | エイシンアポロン   | 牡4  | 1:33.9 | 池添謙一     | 松永昌博   | 平井豊光                 | 9.8        | 5        | 1億円       |
| 第29回 | 2012年11月18日 | 京都   | 1600m | サダムパテック     | 牡4  | 1:32.9 | 武豊         | 西園正都   | 大西定                   | 10.5       | 4        | 1億円       |
| 第30回 | 2013年11月17日 | 京都   | 1600m | トーセンラー       | 牡5  | 1:32.4 | 武豊         | 藤原英昭   | 島川隆哉                 | 4.7        | 1        | 1億円       |
| 第31回 | 2014年11月23日 | 京都   | 1600m | ダノンシャーク     | 牡6  | 1:31.5 | 岩田康誠     | 大久保龍志 | （株）ダノックス         | 18.1       | 8        | 1億円       |
| 第32回 | 2015年11月22日 | 京都   | 1600m | モーリス           | 牡4  | 1:32.8 | R.ムーア     | 堀宣行     | 吉田和美                 | 5.7        | 4        | 1億300万円  |
| 第33回 | 2016年11月20日 | 京都   | 1600m | ミッキーアイル     | 牡5  | 1:33.1 | 浜中俊       | 音無秀孝   | 野田みづき               | 5.9        | 3        | 1億300万円  |
| 第34回 | 2017年11月19日 | 京都   | 1600m | ペルシアンナイト   | 牡3  | 1:33.8 | M.デムーロ   | 池江泰寿   | （株）G1レーシング       | 8.8        | 4        | 1億300万円  |
| 第35回 | 2018年11月18日 | 京都   | 1600m | ステルヴィオ       | 牡3  | 1:33.3 | W.ビュイック | 木村哲也   | （有）サンデーレーシング | 8.7        | 5        | 1億1000万円 |
| 第36回 | 2019年11月17日 | 京都   | 1600m | インディチャンプ   | 牡4  | 1:33.0 | 池添謙一     | 音無秀孝   | （有）シルクレーシング   | 6.4        | 3        | 1億1000万円 |
| 第37回 | 2020年11月22日 | 阪神   | 1600m | グランアレグリア   | 牝4  | 1:32.0 | C.ルメール   | 藤沢和雄   | （有）サンデーレーシング | 1.6        | 1        | 1億3000万円 |
| 第38回 | 2021年11月21日 | 阪神   | 1600m | グランアレグリア   | 牝5  | 1:32.6 | C.ルメール   | 藤沢和雄   | （有）サンデーレーシング | 1.7        | 1        | 1億3000万円 |
| 第39回 | 2022年11月20日 | 阪神   | 1600m | セリフォス         | 牡3  | 1:32.5 | D.レーン     | 中内田充正 | （株）G1レーシング       | 9.2        | 6        | 1億8000万円 |
| 第40回 | 2023年11月19日 | 京都   | 1600m | ナミュール         | 牝4  | 1:32.5 | 藤岡康太     | 高野友和   | （有）キャロットファーム | 17.3       | 5        | 1億8000万円 |
| 第41回 | 2024年11月17日 | 京都   | 1600m | ソウルラッシュ     | 牡6  | 1:32.0 | 団野大成     | 池江泰寿   | 石川達絵                 | 5.3        | 4        | 1億8000万円 |

## マイルチャンピオンシップの記録
- レースレコード - 1:31.5（第31回優勝馬ダノンシャーク）[3]
  - 優勝タイム最遅記録 - 1:35.7（第10回優勝馬シンコウラブリイ）
- 最年長優勝馬 - 8歳（第26回優勝馬カンパニー）
- 最多優勝馬 - 2勝
  - ニホンピロウイナー（第1回・第2回）、ダイタクヘリオス（第8回・第9回）、タイキシャトル（第14回・第15回）、デュランダル（第20回・第21回）、ダイワメジャー（第23回・第24回）、グランアレグリア（第37回・第38回）
- 最多優勝騎手 - 4勝
  - 池添謙一（第20回・第21回・第28回・第36回）[18]
- 最多優勝調教師 - 6勝
  - 藤沢和雄（第10回・第14回・第15回・第18回・第37回・第38回）[19]
- 最多優勝馬主 - 3勝
  - （有）サンデーレーシング（第35回・第37回・第38回）、（有）キャロットファーム（第22回・第25回・第40回）
- 最多勝利種牡馬 - 6勝
  - サンデーサイレンス（第13回・第20回・第21回・第22回・第23回・第24回)
- 親子制覇
  - ダイワメジャー - セリフォス